# Cacciamali (empresa)
Cacciamali S.p.A. era una empresa italiana que producía carrocerías para vehículos comerciales.

## Historia
La empresa fue fundada por Angelo y Sergio Cacciamali en Mairano, en la provincia de Brescia, en 1974. Desde el principio, la empresa ha concentrado su actividad en la producción de carrocerías para autobuses escolares y autobuses, colaborando también con OM de Brescia y Ruggeri de Montichiari.

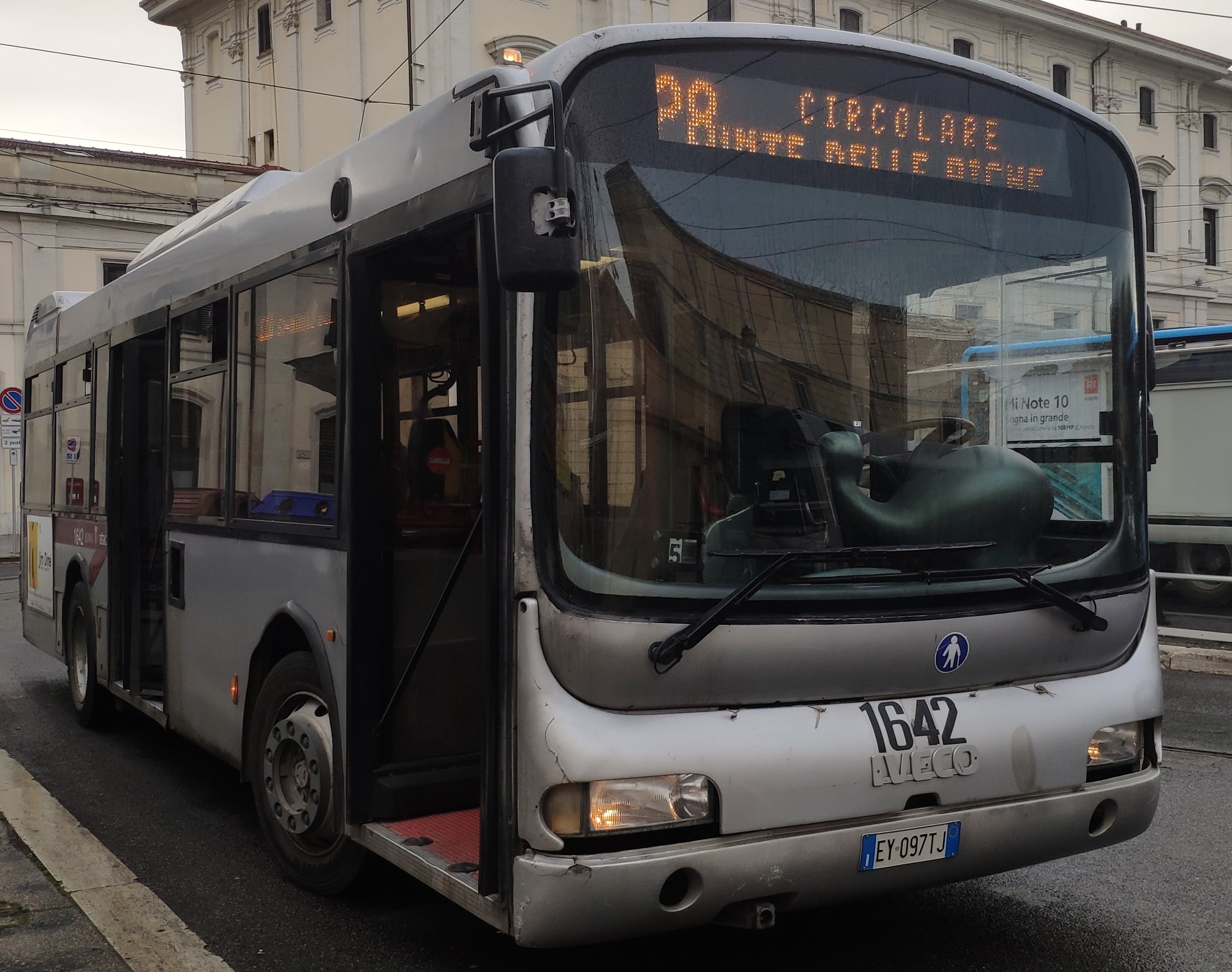
Iveco EuroPolis di ATAC (Roma) carrozado por Cacciamali

Desde la década de 1980, Cacciamali ha trabajado en la producción de vehículos exclusivamente sobre chasis Iveco, comprando el competidor de Brescia, Portesi, a principios de la década de 1990. La compra dio lugar a varios proyectos en marcha, entre ellos el del Albatros, un autobús turístico construido sobre un chasis Iveco 370, y el del Civibus, del que luego se desarrollará el TCM 890.
En los años 90 la empresa fue protagonista en el panorama italiano de minibuses de piso bajo, gracias a los modelos TCM 890 y TCC 635, pero fue en 1998 cuando se presentó el EuroPolis, el modelo más exitoso de la casa. El nuevo vehículo se comercializa en las medidas de 9,2 metros (TCM920) y 10,5 metros (TCN105), pero posteriormente el proyecto será adquirido por Iveco (posteriormente Irisbus) que dejará la producción a la empresa con sede en Brescia hasta el final de la comercialización. , En 2010.
En 2000, la empresa compró una planta de producción en Słupsk, cerca de Gdańsk, de Scania, que fue parcialmente revendida a la empresa sueca en 2004.
El 20 de mayo de 2010, luego de una grave crisis financiera, la empresa presenta la solicitud de concurso de acreedores que luego será rechazada decretando la quiebra de la empresa que dejará de producir el 30 de noviembre de 2011.
Tras la quiebra será Stefanelli S.p.A. para obtener el lote de producción y repuestos.

## Producción

### Autobús

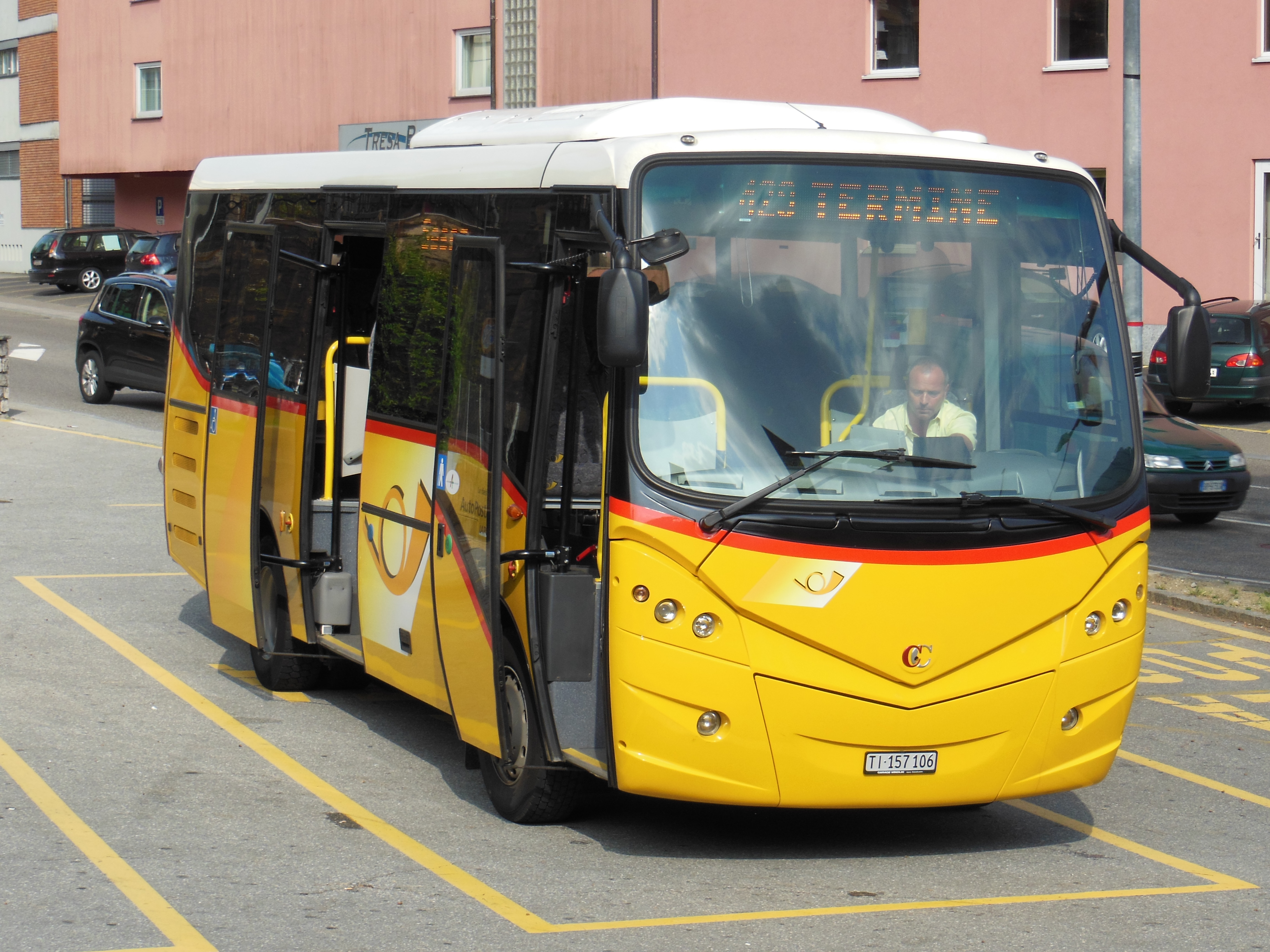
Cacciamali TCI 840 GT de AutoPostale en Ponte Tresa

- EuroPolis
- Proxys
- TCI 840
- TCI 970
- TCM 890

### Minibus

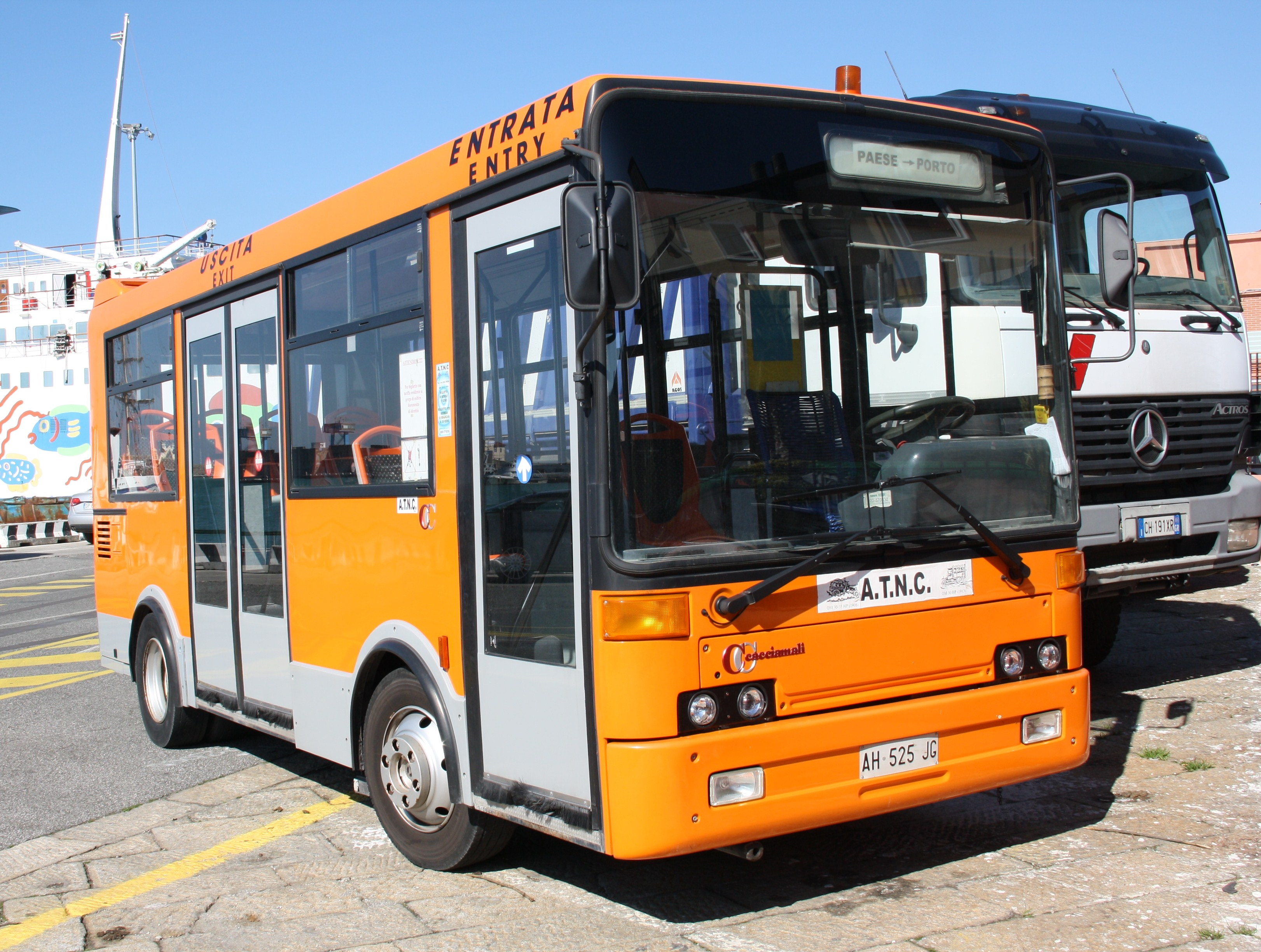
Cacciamali TCC 635 de ATNC en Capraia Isola

- Elfo
- Grifone
- TCC 635
- Tema
- Thesi
- Urby